# Miquel Àngel Iglesias
Miquel Àngel Iglesias Guerrero (Valls, 9 giugno 1961) è un ex ciclista su strada spagnolo.
Professionista dal 1982 al 1992, in carriera si distinse nelle varie edizioni della Vuelta a España, nella quale vinse 5 volte consecutivamente la classifica dei traguardi volanti.

## Palmarès
- 1982 (Kelme, una vittoria)

Classifica generale Volta Ciclista Internacional a Lleida
- 1983 (Kelme, una vittoria)

3ª tappa Vuelta a La Rioja
- 1984 (Kelme, una vittoria)

? tappa Vuelta a Asturias
- 1985 (Kelme, una vittoria)

Torrejón-DYC
- 1987 (Colchón CR, una vittoria)

1ª tappa Vuelta a La Rioja
- 1988 (Colchón CR, una vittoria)

4ª tappa Volta Ciclista a Catalunya (Castell-Platja d'Aro > Manresa)

### Altri successi
- 1987 (Colchón CR)

Classifica TV Vuelta a España
- 1988 (Colchón CR)

Classifica TV Vuelta a España
- 1989 (Colchón CR)

Classifica TV Vuelta a España
Classifica TV Volta Ciclista a Catalunya
- 1990 (Colchón CR)

Classifica TV Vuelta a España
Classifica TV Volta Ciclista a Catalunya
- 1991 (Colchón CR)

Classifica TV Vuelta a España
Classifica TV Volta Ciclista a Catalunya

## Piazzamenti

### Grandi Giri
- Vuelta a España

1984: 42º
1985: 55º
1986: 82º
1987: 75º
1988: 88º
1989: 77º
1990: 96º
1991: 100º